# Paralophaster lorioli
Paralophaster lorioli is een zeester uit de familie Solasteridae.
De wetenschappelijke naam van de soort werd in 1907 gepubliceerd door René Koehler.